# Episodi di Big Mouth (settima stagione)
La settima stagione della serie animata Big Mouth, composta da 10 episodi, è stata interamente pubblicata dal servizio di video on demand Netflix il 20 ottobre 2023, nei paesi in cui il servizio è disponibile.
| nº | Titolo originale                                                  | Titolo italiano                                        | Pubblicazione   |
| -- | ----------------------------------------------------------------- | ------------------------------------------------------ | --------------- |
| 1  | Big Mouth’s Going to High School (But Not for Nine More Episodes) | Big Mouth va al liceo (ma solo fra altri nove episodi) | 20 ottobre 2023 |
| 2  | Epididymitis                                                      | Epididimite                                            | 20 ottobre 2023 |
| 3  | The Ambition Gremlin                                              | Il gremlin dell'ambizione                              | 20 ottobre 2023 |
| 4  | Day Tripping                                                      | Sotto trip                                             | 20 ottobre 2023 |
| 5  | Graduation                                                        | Cerimonia di diploma                                   | 20 ottobre 2023 |
| 6  | The International Show                                            | L'episodio internazionale                              | 20 ottobre 2023 |
| 7  | Get the F**k Outta My House                                       | Vattene via dalla mia c***o di casa                    | 20 ottobre 2023 |
| 8  | The Bad Hookup                                                    | Una pessimo sbaciucchiamento                           | 20 ottobre 2023 |
| 9  | Panic! At the Mall                                                | Panico al centro commerciale                           | 20 ottobre 2023 |
| 10 | A Finger in Time                                                  | Il piano del dito                                      | 20 ottobre 2023 |